# Jean Carlos de Brito
Jean Carlos de Brito, född 9 juni 1995 i Goiânia, är en brasiliansk fotbollsspelare.

## Karriär
Den 27 augusti 2020 lånades de Brito ut av Hammarby IF till TPS Åbo på ett låneavtal över resten av säsongen. I februari 2021 värvades de Brito av Varbergs BoIS, där han skrev på ett treårskontrakt.
Den 13 januari 2022 värvades de Brito av IFK Norrköping. I juli 2023 lånades han ut till danska AC Horsens på ett ettårigt låneavtal. de Brito råkade ut för en korsbandsskada och återvände i september 2023 till IFK Norrköping för att rehabilitera sin skada. I november 2023 kom han överens med IFK Norrköping om att bryta kontraktet.